# Archikatedra Najświętszego Serca Jezusowego w Wellington
Archikatedra Najświętszego Serca Jezusowego (ang. Sacred Heart Cathedral) – katedra rzymskokatolickiej archidiecezji Wellington znajdująca się w Wellington, stolicy Nowej Zelandii. 

## Historia
W XIX wieku w tym miejscu została zbudowana Katedra Najświętszej Marii Panny, którą konsekrowano w 1851 roku. Niestety drewniany kościół spłonął w 1898 roku. Udało się uratować część wyposażenia. Nową katedrę planowano postawić w innym rejonie miasta, a na jej miejscu został zbudowany kościół parafialny pod wezwaniem Serca Pana Jezusa. Jedna z braku pieniędzy nowa katedra nigdy nie powstała. Bazylika Serca Pana Jezusa pełniła jej rolę do 1983 roku, gdy decyzją kardynała Thomasa Williamsa została podniesiona do rangi katedry. Konsekracja miała miejsce 18 marca 1984 roku. 
Została wybudowana w latach 1899–1901 w stylu klasycystycznym według projektu architekta Franka Petre'a. Świątynia została wybudowana na planie bazylikowym, posiada kolumny jońskie z kamienia Oamaru i wysoki fronton. Na fryzie umieszczono napis SS. CORDI JESU DEDICATUM. AD MCMI (Poświęcony Sercu Jezusa  1901). Budowniczym kościoła był J. Small z Dunedin. Do nowego kościoła przeniesiono ocalony z pożaru nagrobek zmarłego w 1872 roku biskupa Viarda. Świątynia posiadała dwie dzwonnice, ale zostały usunięte po trzęsieniu ziemi w 1942 roku. Katedra mieści się przy ulicy Hill Street. W lipcu 2018 roku budynek katedry został zamknięty z powodu zagrożenia zawaleniem w wyniku uszkodzeń po trzęsieniu ziemi. Zdemontowane zostały również zabytkowe organy Hobdaya z 1905 roku, które w 2020 roku zostały wysłane do Brisbane.